# Wattignies-la-Victoire
Wattignies-la-Victoire là một xã thuộc tỉnh Nord ở miền bắc nước Pháp. Nó nằm gần nơi diễn ra trận Wattignies trong Chiến tranh Cách mạng Pháp năm 1793, tại đó quân Pháp đã giành được thắng lợi trước quân Áo.